# Enel Green Power
Com atuação no desenvolvimento e na gestão da produção de energia elétrica gerada a partir de fontes renováveis, a Enel Green Power S.p.A é uma empresa do Grupo Enel. Com atividades em 19 países e sede em Roma, também tem atividades em desenvolvimento em outros 5 países. Distribuída por mais de 1300 centrais, a capacidade de geração de energia da companhia é de 66,4 gigawatts (2,8 GW Storage). De 4 de novembro de 2010 a 31 de março de 2016, a Enel Green Power foi listada no índice FTSE MIB (índice de referência do mercado de ações da Bolsa Italiana) da Bolsa de Valores de Milão, bem como na Bolsa de Valores de Madri e nas bolsas regionais de Valência, Barcelona e Bilbao.

## História
Fundada em 1° de dezembro de 2008, a Enel Green Power centraliza as atividades da Enel relacionadas com a produção de energia a partir de fontes renováveis. 
Desde a sua fundação, as operações da filial de energias renováveis na Itália, anteriormente desenvolvidas pela Enel Produzione Spa, bem como as atividades exercidas pela Enel Investment Holding no estrangeiro (Enel Latin America BV, Enel Erelis, Endesa) foram, progressivamente, transferidas para a Enel Green Power.
Os Conselhos de Administração da Endesa e da Enel aprovaram, em 2010, a fusão das atividades da Endesa e da Enel Green Power realizadas no setor das energias renováveis na Espanha e em Portugal.
Entre os anos de 2011 e 2012, a companhia aumentou a produção de energia eólica em todo o continente americano. No Brasil, com uma produção inicial de 30 MW, foi inaugurada no estado da Bahia, a central Cristal, a primeira de uma longa série de centrais eólicas. No mesmo período os Estados norte-americanos de Oklahoma e do Kansas, inauguraram as centrais Rocky Ridge e Caney River, com uma produção de 150 MW e de 200 MW, respectivamente.
Com uma produção de 85 MW, em 2012 também foi inaugurada a central hidroelétrica de Palo Viejo na Guatemala.
Devido ao alto volume de negócios e baseado no conceito de sustentabilidade, surgiu, entre 2013 e 2015, um novo conceito no seio da Enel Green Power: “Criação de Valor Partilhado”.
Criado em 2011 por Mark Porter e Mark Kramer, que defendem que a sustentabilidade é o caminho a seguir em cada escolha e a abordagem estratégica é imperativa no domínio da concepção, da projetação, da construção e da gestão das centrais.
Cada etapa atribui particular cuidado à questão da proteção do meio ambiente, à utilização racional dos recursos, à promoção da segurança e da saúde no trabalho, à economia circular e à criação de novas oportunidades de desenvolvimento para as comunidades locais. No final de 2015, quando a capacidade instalada da Enel Green Power atingia os 11 GW, produzia 33,6 TWh de energia e estava presente em 23 países.
A busca pela sustentabilidade passou a ser uma questão prioritária para a Assembleia-Geral da ONU (Organização das Nações Unidas), que em 2016 elaborou um plano de ação e definiu os 17 Objetivos de Desenvolvimento Sustentável (ODS) que deverão ser atingidos até 2030.
A Enel Green Power, que entre 2016 e 2018 consolidou a liderança mundial no setor das energias renováveis, em resposta ao convite da ONU, passou a integrar os ODS na sua estratégia industrial. Dessa forma, a companhia comprometeu-se com o cumprimento dos objetivos relacionados com a educação de qualidade (ODS 4), as energias renováveis e acessíveis (ODS 7), o trabalho digno e o crescimento econômico (ODS 8) e o combate às mudanças climáticas (ODS 13).
Como exemplo, podemos citar os projetos nascidos a par da construção das centrais na África do Sul, em Metehara, na Etiópia (100 MW), na Austrália (Bungala Solar) e na América do Sul: com a entrada em funcionamento do parque eólico de Wayra I, no Peru, o arranque da central solar Rubì, na Guatemala, onde se situa a central hidroelétrica El Canadà, e no México, o "cielito lindo", que permitiu à Enel Green Power ligar à rede elétrica mais de 1 GW de capacidade fotovoltaica e a construção dos parques eólicos Amistad (220 MW), Amistad II (100 MW) e Salitrillos (103 MW).
A América Central, por sua vez, também é um ótimo exemplo da aplicação do modelo “Construir, Vender, Alienar”, que permite à Enel a redução do endividamento e a geração de lucros, ao mesmo tempo que mantém a gestão operacional das centrais. Os objetivos de desenvolvimento para os próximos anos estão baseados, sobretudo, nos mercados maduros onde a EGP já está presente e em novos mercados estratégicos, cujo potencial de produção de energia renovável é considerável, como o Canadá, a Austrália e a Índia.
Em 25 de outubro de 2023, a Enel Green Power anunciou a venda de suas participações na Romênia para a empresa grega Public Power Corporation S.A., conforme previsto no acordo de venda assinado em 9 de março de 2023. A operação enquadra-se no âmbito das Prioridades Estratégicas do Grupo, com o reposicionamento da Enel em países com maior presença integrada como Itália, Espanha, Estados Unidos, Brasil, Chile e Colômbia. 
Em dezembro de 2023, a Enel Green Power anunciou a venda de 50% da Enel Green Power Hellas para a Macquarie Asset Management. Em virtude do acordo, as duas empresas estabeleceram uma joint venture para co-gerir o atual portfólio de geração da Enel Green Power Hellas a partir de fontes renováveis, continuando a desenvolver os seus projetos.
Em 4 de janeiro de 2024, a Enel Green Power anunciou que havia concluído a venda para a ORMAT Technologies Inc. de um portfólio de aproximadamente 150 MW, incluindo usinas geotérmicas e solares operando nos Estados Unidos.
Em maio de 2024, a Enel anunciou que a Enel Perú, controlada pela empresa listada chilena Enel Américas, vendeu à Niagara Energy a totalidade das participações detidas nas empresas de geração de energia elétrica Enel Generación Perú e Compañía Energética Veracruz. A venda, prevista no Plano Estratégico 2024-2026, está em linha com o objetivo de garantir ao Grupo uma estrutura financeira sólida e sustentável e de aumentar a participação de capital investido nas áreas geográficas onde o Grupo concentrou seu Plano Estratégico.
Em linha com a Visão 2040, em novembro de 2024 a Enel Green Power apresentou o seu plano estratégico 2025-2027 que atribuirá 12 mil milhões de euros em energias renováveis, aumentando a capacidade em 12 GW. O mix tecnológico é composto por mais de 70% de eletricidade terrestre e tecnologias distribuídas, oferecendo 76 GW de capacidade total até 2027.
Na Austrália, onde a Enel Green Power está presente desde 2017, mantém 4 centrais solares localizadas no Sul da Austrália e em Victoria, com uma capacidade total de 310 MW e um parque eólico de 75 MW na Austrália Ocidental. Ao mesmo tempo, está em fase de arranque em Victoria uma central solar de 93 MW. 50% da subsidiária Enel Green Power Australia foi vendida à INPEX em setembro de 2023, dando origem à gestão conjunta das propriedades.
Em dezembro de 2024 nasceu a Potentia Energy, uma nova entidade de gestão conjunta entre a EGP e a INPEX para o desenvolvimento de projetos relacionados com energias renováveis, com mais de 7 GW de iniciativas já incluídas no plano de desenvolvimento que dizia respeito à eólica, energia solar, sistemas de armazenamento e projetos híbridos.
Em fevereiro de 2025, por meio da sua subsidiária Endesa Generación, a Enel concluiu a aquisição da Corporación Acciona Hidráulica, empresa do Grupo Acciona, composta por 34 usinas hidrelétricas localizadas no nordeste da Espanha, com uma capacidade instalada total de 626 MW.

## Dados da Enel Green Power
Em março de 2025, a EGP já operava nos cinco continentes, com mais de 1300 centrais em funcionamento. A Enel Green Power gerencia de 66,4 GW da capacidade renovável total.
A Enel Green Power exerce, desde 2013, a sua atividade segundo o modelo de Criação de Valor Partilhado: uma ação que tem como base a integração da sustentabilidade nos processos da cadeia de valor do negócio.
O formato centra-se em dois principais níveis: por um lado são estabelecidas as áreas de intervenção, potencialmente alinhadas com os objetivos da empresa e, por outro, são geradas oportunidades para a empresa, para a comunidade e para o ambiente. O resultado dessa estratégia consiste na criação de um modelo de negócio cada vez mais sustentável.
Para utilizar o modelo, a Enel Green Power parte da fase de crescimento dos negócios, analisando o contexto econômico, social, ambiental e cultural, a qual se segue a fase de Engenharia e Construção sustentável, tendo em vista calcular e diminuir os impactos, por meio de soluções sustentáveis em matéria de concepção e, por fim, a fase de Exploração e Manutenção, focada na criação de oportunidades de trabalho e em ações que têm como objetivo aumentar a eficiência operacional da central.
Em 2016, após a Assembleia-Geral da ONU ter aprovado e apresentado os 17 Objetivos de Desenvolvimento Sustentável (ODS) a atingir até 2030, a EGP passou a englobar o modelo de Criação de Valor Partilhado e os ODS na sua estratégia industrial. Entre 2020 e 2021, a Enel Green Power lançou projetos com o objetivo de desenvolver hidrogénio verde.

### Quadro resumo da capacidade de produção de eletricidade em GW (*)
|                  | Solar | Eólica | Hidroelétrica | Geotérmica | Biomassa | Storage | Total x Tecnologia |
| ---------------- | ----- | ------ | ------------- | ---------- | -------- | ------- | ------------------ |
| Europa           | 3,1   | 4,14   | 18,39         | 0,78       | 0,06     | 1,18    | 27,65              |
| América do Norte | 5,17  | 9,17   | 0,05          |            |          | 1,46    | 15,85              |
| América do Sul   | 4,96  | 4,41   | 9,90          | 0,08       |          | 0,21    | 19,57              |
| África           | 0,36  | 1,74   |               |            |          |         | 2,10               |
| Oceânia          | 0,40  | 0,08   |               |            |          |         | 0,48               |
| Ásia             | 0,42  | 0,34   |               |            |          |         | 0,76               |
| Total EGP        | 14,41 | 19,87  | 28,35         | 0,86       | 0,06     | 2,85    | 66,40              |

(*) atualizado em 31/03/2025.

## Administração
CEOs da Enel Green Power
- Francesco Starace (17 de setembro de 2008 - 29 de maio de 2014)[38]
- Francesco Venturini (30 de maio de 2014 - 27 de abril de 2017)[39]
- Antonio Cammisecra (28 de abril de 2017 - 30 de setembro de 2020)[40]
- Salvatore Bernabei (a partir de 1 de outubro de 2020)[41]

## Projetos
No começo de 2019 foi publicado que a Enel Green Power Brasil tinha começado a construir, no Estado do Piauí, o maior parque eólico da América do Sul e o maior da Green Power no mundo. Conhecido como Lagoa dos Ventos, o complexo entrou em operação em 2021. 
A EGP também divulgou que iniciou a construção de cinco novos empreendimentos, sendo um solar e quatro eólicos, no Nordeste. Além do Complexo Eólico Lagoa dos Ventos, a subsidiária de energia renovável do Grupo Enel no Brasil também está construindo o Parque Solar São Gonçalo III e outros três projetos no Morro do Chapéu Sul, na Bahia, Cumaru no Rio Grande do Norte e Fontes dos Ventos em Pernambuco. Os investimentos estão orçados em cerca de R$ 5,6 bilhões.